# Оцикет
Оцикет — порода короткошёрстных кошек, своей окраской напоминают диких млекопитающих оцелотов, из-за чего они и получили название «Кошка-оцелот».
В 1964 году фелинолог Вирджиния Дейл из американского штата Мичиган, занимаясь разведением сиамских кошек, с целью получения животных с окрасом табби скрестила сиамских кошек с абиссинско-сиамскими метисами. Таким путём был получен котёнок с кремовой шёрсткой в золотистых пятнах, его окраска напоминала по характеру окраску оцелота.
Того котёнка назвали Тонга. Это был кот, которого впоследствии кастрировали и продали, но тем не менее он стал первым представителем новой породы — оцикет. С помощью учёных-генетиков заводчица разработала программу селекционной работы по выведению оцикетов. Проводились скрещивания, в которых использовались абиссинская, сиамская, американская короткошёрстная и некоторые другие породы пятнистых кошек. В 1987 году порода была официально зарегистрирована в США. Некоторые заводчики продолжали скрещивать этих кошек с абиссинской, чтобы снизить степень близкородственного разведения и улучшить тип. В настоящее время порода считается «устоявшейся» и скрещивания с другими породами не допускаются.
Сейчас эту породу разводят в основном в США и ещё в нескольких питомниках во Франции.
Оцикет — большая мускулистая кошка (кошки немного меньше, чем коты). На лапах у кошки «колечки», а на шее — незавершённый «ошейник». Пятна расположены по всему телу и на хвосте, они имеют удлинённую форму, обрамлённую пятью кольцами, тон по краям пятен более насыщенный. Как и у всех кошек окраса табби, на лбу у этих кошек пятно в виде буквы «М» и чётко заметен «скарабей». Голова скорее округлой формы, но приближается к треугольнику. Морда почти квадратная, не заострённая, подбородок сильный. Глаза миндалевидной формы, далеко расставлены, цвет может быть золотисто-жёлтый, оранжевый, зелёный и голубой, в зависимости от цвета пятен. Уши довольно крупные, расположены по бокам головы, иногда на кончиках бывают кисточки, как у рыси. Шерсть тонкая и глянцевая, с зонально окрашенными шерстинками.
Оцикет — весёлая игривая кошка, очень преданная и ласковая, с мягким характером. Эту породу часто называют «кошка-собака». Действительно, она часто ведёт себя, как собака: приносит мячик, откликается на своё имя и приходит поласкаться. Эта кошка никогда не прячется, если в гости приходят родственники или знакомые — наоборот, она очень общительна. Она хорошо переносит переезды и легко приспосабливается к новому месту.
От сиамских кошек оцикет сохранил потребность «поговорить», но в меньшей степени. Мяуканьем она выражает какую-то просьбу или привлекает к себе внимание.
Оцикет легко воспитывается и ему легко прививать желаемые правила поведения. Это выносливая здоровая кошка, не требующая сложного ухода. Во время линьки ей нужно периодически чистить щёткой шерсть. Чтобы шерсть блестела, её протирают замшей. Эта кошка очень игривая, поэтому нужно позаботиться, чтобы ей не было скучно — например, поставить специальное дерево. Очень хорошо, если есть возможность выходить в сад (надо отметить, что оцикет далеко от дома не уходит).